# Capparales
Ordre
Classification APG II (2003)
Classification APG III (2009)
Les Capparales sont un ordre de plantes dicotylédones.
En classification classique de Cronquist (1981) il comprend cinq familles :
- famille des Brassicacées (famille du chou et de la moutarde)
- famille des Capparacées ou Capparidacées
- famille des Moringacées
- famille des Résédacées
- famille des Tovariacées

En classification phylogénétique APG II (2003), en classification phylogénétique APG III (2009) et en classification phylogénétique APG IV (2016) cet ordre n'existe pas : voir Brassicales.